# Roberto Schaefer
Roberto Schaefer (White Plains, ...) è un direttore della fotografia statunitense.
È stato collaboratore abituale del regista Marc Forster, per il quale ha curato la fotografia di ogni suo film dall'esordio Loungers (1996) fino a Machine Gun Preacher (2011).

## Biografia
Si appassiona alla fotografia grazie a una fotocamera Instamatic regalatagli all'età di 13 anni, a cui seguono una Beseler Topcon 35mm e una 4x5 Speed Graphic. Non essendoci scuole di cinema pratiche a Saint Louis, decide di laurearsi in fotografia all'Università Washington. Lavora come tuttofare e direttore di produzione per quattro anni in un'azienda a New York. Ha le sue prime esperienze dietro la macchina da presa negli anni ottanta in Italia, dove lavora anche come operatore di macchina, al cinema e per agenzie come Reuters. In un'occasione sarà l'operatore Steadicam di Néstor Almendros.
La sua carriera è marcata dalle collaborazioni coi registi Christopher Guest ma soprattutto Marc Forster, di cui ha diretto la fotografia di nove lungometraggi. I due si sono incontrati quando Schaefer era coinvolto nella produzione di un videogioco tie-in di Johnny Mnemonic (1995) attraverso amicizie di lavoro comuni, facendo sì che, sei mesi dopo, questo accettasse di girare il film d'esordio del regista, Loungers. Ad eccezione che nei loro due primi lavori insieme, i film a bassissimo costo Loungers ed Everything Put Together (Tutto sommato), Schaefer e Forster pianificano sempre scrupolosamente ogni dettaglio fotografico e di ripresa mesi prima della lavorazione, elemento introdotto giocoforza dal maggior grado di complessità a livello di budget ed attori a disposizione del film che li ha fatti conoscere, Monster's Ball - L'ombra della vita (2001). Per il seguente Neverland - Un sogno per la vita (2004), Schaefer riceve una candidatura al BAFTA alla migliore fotografia. Ha poi l'occasione di girare un film di James Bond in Super 35 millimetri con Quantum of Solace (2008). L'ultima collaborazione tra i due risale al 2011 con Machine Gun Preacher, avendo poi la Paramount posto un veto ad alcuni collaboratori personali di Forster per il seguente World War Z. Per questo sodalizio riceve un premio speciale a Camerimage.

### Vita privata
È sposato con la costumista Caroline Eselin, con la quale ha collaborato diverse volte nel corso della sua carriera.

## Filmografia

### Cinema
- Non date da mangiare agli animali, regia di Davide Ferrario - cortometraggio (1987)
- La fine della notte, regia di Davide Ferrario (1989)
- Le mosche in testa, regia di Maria Daria Menozzi e Gabriella Morandi (1991)
- Loungers, regia di Marc Forster (1996)
- Sognando Broadway (Waiting for Guffman), regia di Christopher Guest (1996)
- Just Your Luck, regia di Gary Auerbach (1996)
- Everything Put Together (Tutto sommato) (Everything Put Together), regia di Marc Forster (2000)
- Campioni di razza (Best in Show), regia di Christopher Guest (2000)
- Monster's Ball - L'ombra della vita (Monster's Ball), regia di Marc Forster (2001)
- Neverland - Un sogno per la vita (Finding Neverland), regia di Marc Forster (2004)
- Stay - Nel labirinto della mente (Stay), regia di Marc Forster (2005)
- At Last, regia di Tom Anton (2005)
- Vero come la finzione (Stranger than Fiction), regia di Marc Forster (2006)
- For Your Consideration, regia di Christopher Guest (2006)
- Il cacciatore di aquiloni (The Kite Runner), regia di Marc Forster (2007)
- Quantum of Solace, regia di Marc Forster (2008)
- Fratelli in erba (Leaves of Grass), regia di Tim Blake Nelson (2009)
- Machine Gun Preacher, regia di Marc Forster (2011)
- The Paperboy, regia di Lee Daniels (2012)
- The Host, regia di Andrew Niccol (2013)
- Miles Ahead, regia di Don Cheadle (2015)
- Tempo limite (Term Life), regia di Peter Billingsley (2016)
- Geostorm, regia di Dean Devlin (2017)
- What They Had, regia di Elisabeth Chomko (2018)
- Red Sea Diving (The Red Sea Diving Resort), regia di Gideon Raff (2019)
- Serpente a sonagli (Rattlesnake), regia di Zak Hilditch (2019)
- Creation Stories, regia di Nick Moran (2021)

### Televisione
- Finalmente morta!, regia di Elisabetta Valgiusti – film TV (1984)
- Red Shoe Diaries – serie TV, episodi 1x10-1x11 (1992)
- Roadracers, regia di Robert Rodriguez – film TV (1994) - parte della serie Rebel Highway
- Cool and the Crazy, regia di Ralph Bakshi – film TV (1994) - parte della serie Rebel Highway
- Robbery Homicide Division – serie TV, episodio 1x01 (2002)
- Family Tree – serie TV, 8 episodi (2013)

### Video musicali
- Cyndi Lauper – Hey Now (Girls Just Want to Have Fun) (1994)

## Riconoscimenti
- Premio BAFTA
  - 2005 - Candidatura alla migliore fotografia per Neverland - Un sogno per la vita
- St. Louis Film Critics Association
  - 2007 - Candidatura alla migliore fotografia per Il cacciatore di aquiloni